# Hans Balthasar Burckhardt
Hans Balthasar Burckhardt (* 1676; † 1740; anderes Sterbedatum 1738 in Basel) war ein Schweizer Unternehmer und Politiker.

## Leben
Hans Balthasar Burckhardt war der Sohn des Basler Bürgermeisters Johann Balthasar Burckhardt und dessen Ehefrau Salome (1654–1721), Tochter von Johann Gottfried, Apotheker. 1698 gründete er unter seinem Namen eine Firma als Bandfabrikant, nachdem kurz zuvor die mehrschiffigen Bandwebstühle (Mühlstühle, Kunststühle, Bändelmühlen), basierend auf den von Emanuel Hoffmann-Müller aus Holland eingeschmuggelten Webstuhl, erfunden worden waren.
Aufgrund seiner humanistischen Studien, förderte er nicht nur sein Geschäft, sondern widmete sich auch den öffentlichen Angelegenheiten von Basel und wirkte im Rat und als Abgeordneter der Eidgenossenschaft bei Verhandlungen über allgemeine schweizerische Angelegenheiten; hierbei wurde er noch tätiger, nachdem er sein Geschäft an seinen gleichnamigen Sohn Hans Balthasar Burckhardt (* 1703 † 1773) übergeben hatte, der den Firmenumfang vergrösserte; dessen Sohn, Peter Burckhardt wiederum ging den gleichen Weg, den der Grossvater gegangen war, und hielt den Firmenumfang aufrecht, studierte jedoch und wurde 1790 zum letzten Bürgermeister des alten Basel gewählt; 1812 wurde er Landammann der Schweiz.
Hans Balthasar Burckhardt war seit 1699 mit Susanna (1679–1710), Tochter des Ratsherren Peter Raillard (1647–1714), verheiratet; gemeinsam hatten sie zehn Kinder, von denen acht im Kindesalter verstarben. Das von Hans Balthasar Burckhardt 1698 begründete Unternehmen blieb bis 1835 im Familienbesitz, wurde dann durch den Anteilseigner Johann Jakob Dietschy als Dietschy & Co. weiter geführt, bis es 1930 als Dietschy, Heusler & Co. in Konkurs ging.